# Geraldo Lyrio Rocha
Geraldo Lyrio Rocha (Fundão, 14 de março de 1942 – Altamira, 26 de julho de 2023) foi um bispo católico brasileiro. Foi o arcebispo emérito de Mariana.

## Estudos e ordenação presbiteral
Realizou seus estudos iniciais no Grupo Escolar Ernesto Nascimento, em Fundão, Espírito Santo, cursou o ensino médio no Colégio Salesiano Nossa Senhora da Vitória e no Seminário Nossa Senhora da Penha, em Vitória. Estudou Filosofia no Seminário Coração Eucarístico de Jesus, em Belo Horizonte e Teologia na Pontifícia Universidade Gregoriana, em Roma.
Fez mestrado em Filosofia pela Pontifícia Universidade Santo Tomás de Aquino, em Roma. Especializou-se em Liturgia, pelo Pontifício Instituto Santo Anselmo, também em Roma. Ordenou-se padre no dia 15 de agosto de 1967, em sua cidade natal.

## Atividades antes do episcopado
- Diretor espiritual do Seminário Nossa Senhora da Penha
- Reitor do Seminário Nossa Senhora da Penha
- Diretor do Instituto de Pastoral da Arquidiocese de Vitória
- Coordenador de Pastoral da Arquidiocese de Vitória
- Professor de Liturgia e Teologia no Instituto de Filosofia e Teologia de Vitória
- Professor de Filosofia na Universidade Federal do Espírito Santo
- Pároco de Itacibá, Praia do Suá, Vila Rubim.

## Episcopado
No dia 14 de março de 1984, o Papa João Paulo II o nomeou bispo auxiliar de Vitória, no Espírito Santo, com a sede titular de Thelepte.
Recebeu a ordenação episcopal no dia 31 de maio de 1984, em Vitória, no Espírito Santo, das mãos de Dom Silvestre Luís Scandián, Dom Arnaldo Ribeiro e Dom Florentino Zabalza Iturri.
No dia 23 de abril de 1990, o Papa João Paulo II o nomeou primeiro bispo diocesano de Colatina. No dia 16 de janeiro de 2002, João Paulo II o designou para ser Arcebispo de Vitória da Conquista.
O Papa Bento XVI o nomeou no dia 11 de abril de 2007, arcebispo de Mariana.
Em maio de 2007 durante a 45ª Assembleia Geral dos Bispos do Brasil, em Itaici, Dom Geraldo foi eleito Presidente da CNBB para o período que concluiu em 2011.
No dia 8 de outubro de 2009 o Papa Bento XVI o nomeia membro da Pontifícia Comissão para a América Latina.
Aos 12 de maio de 2011 foi eleito delegado da CNBB junto ao CELAM.
Foi eleito como membro delegado pela CNBB para participar como Padre Sinodal da 13ª Assembleia Geral Ordinária do Sínodo dos Bispos a se realizar no Vaticano de 7 a 28 de outubro de 2012.

## Morte
Os últimos momentos surpreenderam pela forma rápida como aconteceram. Dom Geraldo viajou para Altamira no Pará para pregar um retiro e, de maneira repentina, enquanto caminhava, caiu e fraturou o fêmur. Foi internado para o primeiro atendimento, enquanto tentava transferência para Vitória no Espírito Santo, sofreu uma parada cardíaca e faleceu.

## Atividades durante o episcopado
- Bispo auxiliar de Vitória (1984-1990)
- Vice-presidente do Regional Leste 2
- Membro da Comissão Episcopal de Pastoral (CEP) Regional Leste II, responsável pelo Setor de Vocações, Seminários e Presbíteros(1985-1987) e Liturgia no Leste II (1987-1989)
- Membro do Departamento de Liturgia do CELAM (1987-1991; 1995-1999)
- Membro da CEP - CNBB, responsável pela Liturgia na CNBB (1995-1998 e 1999-2003)
- Delegado à Assembleia Especial do Sínodo dos Bispos para a América por eleição da Assembleia da CNBB e confirmado pelo Papa João Paulo II (1997)
- Presidente do Departamento de Liturgia do CELAM (1999-2003)
- Primeiro bispo de Colatina, Espírito Santo (1990-2002)
- Primeiro arcebispo metropolitano de Vitória da Conquista (2002 - 2007)
- Vice-presidente do CELAM (2003-2007)
- Arcebispo de Mariana
- Presidente da CNBB (2007-2011)

## Sucessões
Dom Geraldo Rocha foi o 1º bispo de Colatina, sucedido por Dom Décio Sossai Zandonade, SDB.
Dom Geraldo foi o 4º bispo de Vitória da Conquista, sendo o seu primeiro arcebispo metropolitano, sucedeu a Dom Celso José Pinto da Silva.
Dom Geraldo foi o 5º Arcebispo de Mariana, sucedeu a Dom Luciano Mendes de Almeida.

## Ordenações Episcopais
Dom Geraldo foi o celebrante principal das ordenações episcopais de:
1. Zanoni Demettino Castro, nomeado bispo de São Mateus, aos 24 de novembro de 2007, em Vitória da Conquista.
2. José Luiz Majella Delgado, C.Ss.R., nomeado bispo de Jataí, aos 27 de fevereiro de 2010, em Aparecida.
3. José Eudes Campos do Nascimento, nomeado bispo de Leopoldina, aos 15 de setembro de 2012, em Barbacena.
4. Paulo Bosi Dal'Bó, nomeado bispo de São Mateus, aos 12 de dezembro de 2015, em Aracruz.
5. Geovane Luís da Silva, nomeado bispo auxiliar de Belo Horizonte, aos 25 de março de 2017, em Barbacena.

Foi coadjuvante da ordenação episcopal de:
1. Armando Bucciol, nomeado bispo de Livramento de Nossa Senhora, aos 17 de abril de 2004, em Guanambi. O celebrante principal foi Dom Luciano Pedro Mendes de Almeida, S.J.
2. Valdemir Ferreira dos Santos, nomeado bispo de Floriano, aos 30 de maio de 2010, em Vitória da Conquista. O celebrante principal foi Dom Luís Gonzaga Silva Pepeu, O.F.MCap.
3. João Santos Cardoso, nomeado bispo de São Raimundo Nonato, aos 12 de fevereiro de 2012, em Vitória da Conquista. O celebrante principal foi Dom Luís Gonzaga Silva Pepeu, O.F.MCap.
4. José Roberto Silva Carvalho, nomeado bispo de Caetité, aos 29 de janeiro de 2017, em Caetité. O celebrante principal foi Dom Luís Gonzaga Silva Pepeu, O.F.MCap.
5. Walter Jorge Pinto, nomeado bispo de União da Vitória, aos 30 de março de 2019, em Viçosa. O celebrante principal foi Dom Airton José dos Santos.
6. Lauro Sérgio Versiani Barbosa, nomeado bispo de Colatina, aos 25 de janeiro de 2022, em Viçosa. O celebrante principal foi Dom Airton José dos Santos.